# 마요라나 페르미온

마요라나 페르미온(Majorana fermion) 또는 마요라나 입자(Majorana particle)는 반입자가 자기 자신인 페르미온이다. 1937년에 에토레 마요라나가 마요라나 스피너를 제시해 기술하였으나 발견되지 않았다. 표준 모형 입자 중에는 중성미자가 마요라나 페르미온인지 아닌지 밝혀지지 않았다. 초대칭 모형의 뉴트랄리노는 마요라나 페르미온이다. 초전도체에서는 준입자인 마요라나 페르미온이 존재할 수 있다.